# Conte de fées (roman)
Conte de fées (titre original : Fairy Tale) est un roman de fantasy de Stephen King, paru en 2022 puis en français en 2023.

## Résumé
Charlie Reade, un garçon de dix-sept ans, vit à Sentry's Rest, dans l'Illinois, avec son père veuf, George. Lorsque Charlie avait sept ans, sa mère a été heurtée et tuée par une camionnette ; le chagrin qui en a résulté a conduit son père à l'alcoolisme, dont il s'est finalement remis avec l'aide d'un ami et collègue des Alcooliques anonymes, bien que Charlie craigne toujours de le voir retomber dans ses travers.
Un jour, Charlie découvre son voisin âgé, Howard Bowditch, blessé dans son jardin. Se sentant redevable à une puissance supérieure pour le rétablissement de son père, Charlie accepte de prendre soin du berger allemand de Monsieur Bowditch, Radar, pendant son séjour à l'hôpital. Il s'occupe également de ce dernier lorsqu'il rentre chez lui. Pendant cette période, Howard Bowditch partage avec Charlie à la fois son arme de poing, un calibre .45, et une réserve surprenante de pépites d'or qu'il utilise pour payer ses factures d'hôpital.
Plusieurs mois plus tard, la santé de Radar a considérablement décliné et Howard Bowditch meurt d'une crise cardiaque. Il laisse à Charlie un message enregistré, révélant qu'il était en fait âgé de cent vingt ans et que le hangar verrouillé dans son jardin contient un portail vers un autre monde. Dans ce monde existe un cadran solaire magique qui était le secret de sa longévité. Il révèle également que son or provient de cet autre monde et exhorte Charlie à le garder secret pour empêcher son exploitation. Déterminé à sauver la vie de Radar, Charlie décide de rechercher le cadran solaire dans le but de rallonger sa vie.
Armé de deux pistolets, Charlie voyage avec Radar dans l'autre monde, dont il apprend bien vite le nom : Empis. Il y rencontre une cordonnière nommée Dora et des membres exilés de la famille royale Gallien : Leah, Stephen Woodleigh et Claudia, qui fournissent à Charlie des conseils et de la nourriture. Charlie apprend l'existence de Flight Killer, le grand mal qui a fait exterminer presque toute la famille royale. Les membres survivants ont été frappés d'une malédiction d'invalidité et de défiguration, et les habitants d'Empis sont atteints d'une maladie connue sous le nom « le gris ».
Charlie se dirige vers la ville déserte de Lilimar et y trouve le cadran solaire. Il parvient à faire rajeunir Radar. En voulant quitter la ville, Charlie se perd et une armée de soldats morts-vivants le capture. Radar parvient à s'échapper, mais Charlie est emmené dans une prison souterraine appelée Deep Maleen. Là, lui et les autres détenus sont obligés de s'entraîner pour un tournoi de style gladiateur connu sous le nom de Un Contre Un. Charlie apprend que Flight Killer est en fait le frère de Leah, Elden. Il découvre également que ses cheveux et ses yeux autrefois bruns deviennent respectivement blonds et bleus, ce que les détenus pensent être un signe qu'il est leur véritable prince et sauveur, comme prédit par une prophétie. Finalement, le Un Contre Un commence ; Charlie survit au premier tour, mais avant le début du deuxième tour, lui et les autres détenus s'échappent avec l'aide d'un gardien nommé Pursey.
Charlie retrouve Radar, Dora et la famille Gallien. Ils racontent à Charlie le passé d'Elden : étant les deux plus jeunes frères et sœurs de leur grande fratrie, Leah et Elden étaient très proches. Elden, cependant, a été malmené pour son apparence et ses difformités. À un moment donné, il a découvert le Puits Profond, qui ne peut être ouvert que lorsque les deux lunes d'Empis se touchent dans le ciel, et qui est la demeure d'une créature maléfique appelée Gogmagog. Elden a ouvert le Puits Profond, ce qui l'a conduit à devenir Flight Killer, à atteindre le pouvoir en tant que marionnette de Gogmagog et à maudire Empis par vengeance pour ses mauvais traitements. Charlie et quelques uns de ses coprisonniers prévoient de retourner à Lilimar et de vaincre Flight Killer avant que les lunes ne se heurtent à nouveau et qu'il puisse à nouveau ouvrir le Puits Profond. Leah, en raison de son amour pour Elden, refuse de croire que son frère est en fait Flight Killer. Cependant, Charlie la convainc de les rejoindre.
Charlie, Leah et Radar dirigent un petit groupe qui s'infiltre dans la ville. Ils trouvent le Puits Profond avec Flight Killer qui attend le moment où les deux lunes se heurteront et que le puits s'ouvrira. Leah, voyant enfin Flight Killer de ses propres yeux, accepte ce qu'il est devenu et lui assène un coup de poignard, avant qu'il ne soit entraîné dans le Puits Profond par Gogmagog et tué par ce dernier. Alors que Gogmagog émerge, Charlie - se rappelant l'histoire de Rumplestiltskin - déclare à plusieurs reprises son nom, le faisant reculer dans le puits puis s'y réfugier. Le groupe revient ensuite à la surface, où Charlie annonce leur victoire et proclame Leah comme la nouvelle reine d'Empis.
Charlie se remet de plusieurs blessures, alors que ses cheveux et ses yeux retrouvent leur couleur d'origine. Pendant ce temps, les citoyens commencent à reconstruire la ville de Lilimar. Enfin, Charlie et Radar rentrent chez eux par le portail. Charlie, qui a été porté disparu au cours des quatre mois qu'il a passés à Empis, retrouve son père dans une énorme joie partagée. Plus tard, Charlie emmène son père pour un dernier voyage à Empis afin de lui prouver son existence. Il scelle ensuite son entrée avec du béton, empêchant quiconque de le trouver.

## Accueil et distinction

### Ventes
Le roman est entré directement à la première place de la New York Times Best Seller list le 25 septembre 2022. Il est resté vingt-sept semaines dans ce classement, dont deux passées à la première place.

### Distinctions
Le roman a reçu le prix Babelio 2023 dans la catégorie Imaginaire, et a été nommé aux Goodreads Choice Awards dans la catégorie Fantasy.

## Adaptation cinématographique
Le 15 septembre 2022, Deadline Hollywood a rapporté que le cinéaste britannique Paul Greengrass, connu pour la franchise de films Jason Bourne, adapterait, réaliserait et produirait une adaptation cinématographique du roman, avec le producteur de films américain Gregory Goodman (en) coproduisant le film à ses côtés.